# Stýlia (Étolie-Acarnanie)
Stýlia (grec moderne : Στύλια) est une localité située dans le dème de Naupactie, dans le district régional d'Étolie-Acarnanie, dans la périphérie de Grèce-Occidentale, en Grèce.
Selon le recensement de 2021, elle compte 19 habitants.